# Gej afirmativna terapija
Gej afirmativna terapija[nedostaje izvor] je naziv za skup metoda kojima dio psihološke i psihijatrijske struke pristupa fenomenu homoseksualnosti. Zagovornici gej afirmativne terapije polaze od polazišta - koje danas ima podršku glavnine stručne i znanstvene zajednice - da su istospolna orijentacija muškaraca i žena, biseksualna orijentacija normalni, moralno ispravni i jednakovrijedni izrazi ljudske seksualnosti, te ohrabruju klijente na samoprihvaćanje i autentičnost u mjeri u kojoj klijenti to žele u trenutku kada imaju dovoljno vlastite samopodrške da bi to ostvarili. Izraz gej afirmativna psihoterapija nastao je u kontrastu s izrazom konverzivna terapija što je naziv za skup - kako mnogi autori smatraju - pseudoznanstvenih metoda kojima dio psihološke i psihijatrijske struke pristupa fenomenu homoseksualnosti.
Najpoznatije stručne smjernice za gej afirmativnu terapiju su one koje izdaje Američka psihološka asocijacija. Osim toga, iza tih smjernica stoje i druge profesionalne organizacije poput Royal College of Psychiatrists, Američko psihijatrijsko udruženje, Američko medicinsko udruženje. To stajalište podupiru i profesionalne psihološke i psihoterapijske organizacije na Europskim prostorima, poput Europske asocijacije za psihoterapiju, Britansko psihološko društvo i, naposljetku, Savez psihoterapijskih udruga Hrvatske - SPUH. SPUH je nacionalni krovni savez udruga u Hrvatskoj koje predstavljaju psihoterapijske pravce u skladu s načelima Deklaracije o psihoterapiji iz Strasbourga te obrazovnim i etičkim standardima Europske asocijacije za psihoterapiju (EAP), zastupajući različitost i autonomnost psihoterapijskih pristupa.
SPUH prenosi Izjavu Europske asocijacije za psihoterapiju u kojoj se navodi da se "homoseksualnost, biseksualnost ili transseksualna i transrodna stanja ne smatra patološkima, mentalnim poremećajima ili pokazateljima zastoja u razvoju. To nisu simptomi koje trebaju liječiti psihoterapeuti s ciljem pokušaja promjene ili uklanjanja."
Također, u izjavi se navodi da "ne postoje znanstveni dokazi da se seksualna orijentacija može izmijeniti. Do danas, „uzroci“ i heteroseksualnosti i homoseksualnosti ostaju nepoznati. Iz navedenog slijedi da odgovoran psihoterapeut neće pokušati „preobratiti“ klijenta iz homoseksualnosti u heteroseksualnost (‘konverzivna’ ili ‘reparativna’ terapija). Praktičari trebaju biti oprezni kada se suočavaju s klijentima koji traže konverzivnu terapiju, jer takvi zahtjevi često maskiraju neke druge, prikrivene poteškoće."

## Razvoj terapeutske metode
Gej afirmativna terapija se počevši od sredine 1980.-ih godina razvila kao svojevrsni alternativni pristup u psihoterapiji, s obzirom na to da su Sigmund Freud, Carl Gustav Jung, Alfred Adler, Viktor Frankl i drugi temeljni pisci psihoterapije pristupali istospolnoj seksualnoj orijentaciji kao mentalnoj bolesti, te smatrali da takva stanja treba liječiti na način da se smanjuje ili po mogućnosti posve eliminira porive koje su pripisivali težem zastoju u emocionalnom i psihološkom sazrijevanju pacijenta; takvav "tradicionalni" pristupa psihoterapiji istospolnosti danas označavamo imenom "reparativna terapija".
Ipak, gej afirmativna terapija nije zaseban psihoterapijski pravac/pristup. 
Sigmund Freud, Carl Gustav Jung i Alfred Adler samo su neki od predstavnika psihodinamskog pravca. Viktor Frankl je pak jedan od utemeljitelja alternativnog pravca, logoterapije. Psihodinamski pravac ima važan povijesni značaj u kontekstu psihoterapije, no do danas su se razvili mnogi drugi pravci, od kojih je znanstveno najprovjerljiviji i često je terapija izbora za mnoge teškoće, bihevioralno-kognitivna psihoterapija, za koju su temeljno zaslužni Eysenck, Wolpe, Skinner, Aaron Beck i Albert Ellis. Osim toga postoji gestalt terapija (temeljno zaslužni Fritz Perls, Paul Goodman i Laura Perls ), transakcijska analiza, racionalno emocionalno bihevioralna terapija, sistemske terapije (temeljno zaslužni Virginia Satir, Bowen, Salvador Minuchin, Haley, Erikson, Boscolo, Cecchin, Hoffman, Penn i White), terapija igrom, realitetna psihoterapija i mnoge druge. Svi su se ti pravci razvili kao alternativa ili nadopuna jedan drugome. Niti jedan pravac samostalno ne objašnjava u potpunosti funkcioniranje čovjeka i svaki ima svoje prednosti i nedostatke, kojih su psihoterapeuti svjesni. Zbog toga je i noviji trend u psihoterapiji težnja ka integraciji pristupa. Osim toga, ono što se pokazuje istraživanjima, jest da je odnos između terapeuta i klijenta zapravo najvažniji lječidbeni faktor učinkovite psihoterapije.
Danas gej afirmativna terapija prevladavajući pristup u slučaju da se osoba istospolne orijentacije želi uključiti u terapiju iz različitih razloga, primjerice anksioznosti, depresivnosti, suicidalnosti, nedostatka podrške, internalizirane homofobije, itd.

## Pristup mladima
Stručne smjernice Američka psihološke asocijacije upućuju da seksualna orijentacija nije odabir, te da seksualni identitet može biti fluidan tijekom adolescencije, što je razdoblje otkrivanja i razvoja vlastite seksualnosti, kako za istospolne, tako i za heteroseksualne i biseksualne osobe, istraživanja i ostvarivanja odnosa s drugima, otkrivanje vlastitih granica, što je osobi ugodno, što nije, izgradnja asertivnosti (zauzimanja za sebe), izgradnja stavova o seksualnosti, izgradnja cjelokupnog identiteta. U terapiji se uzima u obzir da su mlade LGB osobe često zbog vlastite seksualnosti izložene zlostavljanju u školi. Ohrabruje se terapeute da surađuju s roditeljima i školskim vlastima.

## Kontroverze
Praktično anegdotalno iskustvo pojedinih stranih psihoterapeuta koji pružaju usluge gej afirmativne terapije, a i znanstvena istraživanja, upitne metodologije, provedena od strane psihoterapeuta s iskustvom u gej afirmativnoj terapiji, ukazuju da osobe s istospolnim porivima i nakon temeljitog uključivanja u život LGBT zajednice i nadalje pokazuju znatno više medicinski relevantnih psihičkih problema od prosjeka za cjelokupnu populaciju, te lošije mentalno zdravlje od prosjeka; takvo se stanje bilježi čak i u LGBT osobama izrazito naklonjenom društvu poput Nizozemskog.
LGBT aktivisti širom svijeta snažno se zalažu za dostupnost gej afirmativne terapije, te se istodobno zauzimaju za zabranu reparativne terapije; zahvaljujući njihovim aktivnostima, u Kaliforniji je 2012. godine donijet zakon "SB No. 1172", kojim se zabranjuje reparativna terapija (ustavnost tog zakona se trenutačno preispituje u postupku kod federalnog sudstva).
Pobornici pseudoznanstvene reparativne terapije da se uvođenjem zakona o zabrani reparativne i konverzijske terapije ukida pravo izbora za punoljetne pacijente. Također, tvrde da bi djeca koja su žrtve spolnog zlostavljanja – u Hrvatskoj, slično podacima za druge industrijalizirane zemlje oko 25% ženske djece i oko 11% muške djece doživi neki oblik seksualnog zlostavljanja do svoje 14. godine, u oba slučaja najčešće od zlostavljača koji su muškarci - imala na rasplaganju samo gej afirmativnu terapiju. Znanstvena istraživanja ukazuju da su djeca koje su doživjela seksualno zlostavljanje često zbunjena u pitanju seksualne orijentacije, te si postavljaju pitanje da li su možda ona homoseksualci ili lezbijke.  Reparativna terapija prema „Kalifornijskom zakonu SB No. 1172“ ne bi tim žrtvama smjela biti dostupna, nego bi im bila dostupna samo gej afirmativna terapija. Valja napomenuti da gej afirmativna terapija ne znači "prisiljavanje" na homoseksualnost, već samo pružanje podrške potencijalno homoseksualnim, homoseksualnim ili biseksualnim osobama, te nije nužno povezana s terapijom koja se bavi traumom zbog seksualnog zlostavljanja.
Inače se, prema istraživanju R. C. Savin-Williams, i K Joyner iz 2013. god., oko 70% osoba koje se u mlađoj adolescenciji definiraju kao "posve homoseksualni", nakon što dostignu uzrast mlađih odraslih osoba definiraju sebe kao "posve heteroseksualne" osobe; pri tome takva promjena u pravilu nije vezana uz pribjegavanje reparativnoj terapiji, što je još jedan dokaz u prilo njezinoj nepotrebnosti i neučinkovitosti.
Nalaze mnogobrojnih istraživanja koja pokazuju da homoseksualne i biseksualne osobe imaju dvostruko veću šansu da tijekom života razviju neki psihički poremećaj nego heteroseksualne osobe Kamenov, Huić i Jelić (2016), u svojem preglednom radu, pojašnjavaju modelom manjinskog stresa. Tim se modelom ističe da se pripadnici seksualnih manjina svakodnevno suočavaju s brojnim izazovima u društvu, koji su reakcija na njihovu seksualnost, primjerice stigma, predrasude i diskriminacija, koje stvaraju stresno okružje i navode se kao razlozi pojave slabijeg mentalnog zdravlja i snižene dobrobiti LGBT osoba. 

## Vanjske poveznice
- APA:Guidelines for Psychotherapy with Lesbian, Gay, & Bisexual Clients, pristupljeno 11. travnja 2015. (Engleski)
- Handbook of Affirmative Psychoterapy with Lesbians and Gay Men, Kathleen Ritter i Anthony I. Terndrup, Guilford Press, 2002.
- "Homoseksualnost - bolest, problem ili što?" dr. S. Z. Penić kod "dalje.com", 14. listopada 2008.  Arhivirana inačica izvorne stranice od 3. prosinca 2013. (Wayback Machine)
- "Reparativna terapija i pomoć pri promjeni seksualne orijentacije", Dominic Davies, 2012., prijevod na hrvatski M. Nekić.  Arhivirana inačica izvorne stranice od 3. prosinca 2013. (Wayback Machine) Pristupljeno 4. studenog 2013.  Arhivirana inačica izvorne stranice od 3. prosinca 2013. (Wayback Machine)
- "Priručnik dobre prakse za medicinske radnike/ce u radu sa LGBT OSOBAMA", Milena Popović i dr.  Arhivirana inačica izvorne stranice od 3. prosinca 2013. (Wayback Machine), Pristupljeno 30. studenog 2013. (Crnogorski)